# Sommarro Golf
Sommarro Golf är en golfklubb i Värmland.
Sommarro Golf ligger vid gamla flygplatsen i Karlstad på Sommarro och består av en 12-hålsbana, Sommarro Links, och en pay and play-bana som kallas Lilla Banan. Lilla Banan är öppen för alla, på Links behöver man ha ett medlemskap och golfhandicap. Anläggningen öppnade 2003 med en driving range och året efter öppnade pay and play-banan. Sommarro Links, 12-håls bana, öppnades 2006 och 2007 övertogs den gamla flygterminalen som omvandlades till klubbhus.
Banan har oftast en lång säsong och ligger nära Karlstad centrum och kan nås med cykel, stadsbuss eller egen bil.